# Copa Intercontinental de Béisbol (IBAF)
La Copa Intercontinental fue un torneo cuatrienal (anteriormente bienal) entre los miembros de la Federación Internacional de Béisbol (IBAF). Se celebró por primera vez en 1973 en Italia. Como en muchas competiciones internacionales, fue dominada por Cuba, que ganó 11 de los 17 torneos, así como Japón, que ganó 12 medallas. A diferencia de la Copa Mundial de Béisbol, para la cual los equipos deben clasificarse, fue un evento solo por invitación, lo que llevó a la inclusión de algunos países que de otra manera no podrían probar un torneo global (por ejemplo, Hong Kong en 2010).

## Resultados
| Año         | Sede        |                | Finalistas     | Finalistas           | Finalistas | Finalistas |  | Participantes |
| Año         | Sede        | Oro            | Plata          | Bronce               | Cuarto     |            |  | Participantes |
| I - 1973    | Italia      | Japón          | Puerto Rico    | Estados Unidos       | -          | 8          |  |               |
| II - 1975   | Canadá      | Estados Unidos | Japón          | Nicaragua            | -          | 8          |  |               |
| III - 1977  | Nicaragua   | Corea del Sur  | Estados Unidos | Japón                | -          | 9          |  |               |
| IV - 1979   | Cuba        | Cuba           | Japón          | Estados Unidos       | -          | 6          |  |               |
| V - 1981    | Canadá      | Estados Unidos | Cuba           | República Dominicana | -          | 8          |  |               |
| VI - 1983   | Bélgica     | Cuba           | Estados Unidos | China Taipéi         | -          | 7          |  |               |
| VII - 1985  | Canadá      | Cuba           | Corea del Sur  | Japón                | -          | 8          |  |               |
| VIII - 1987 | Cuba        | Cuba           | Estados Unidos | Japón                | -          | 10         |  |               |
| IX - 1989   | Puerto Rico | Cuba           | Japón          | Puerto Rico          | -          | 7          |  |               |
| X - 1991    | España      | Cuba           | Japón          | Nicaragua            | -          | 10         |  |               |
| XI - 1993   | Italia      | Cuba           | Estados Unidos | Japón                | -          | 10         |  |               |
| XII - 1995  | Cuba        | Cuba           | Japón          | Nicaragua            | -          | 12         |  |               |
| XIII - 1997 | Japón       | Japón          | Cuba           | Australia            | -          | 8          |  |               |
| XIV - 1999  | Australia   | Australia      | Cuba           | Japón                | -          | 8          |  |               |
| XV - 2002   | Cuba        | Cuba           | Corea del Sur  | República Dominicana | -          | 12         |  |               |
| XVI - 2006  | Taiwán      | Cuba           | Países Bajos   | China Taipéi         | -          |            |  |               |
| XVII - 2010 | Taiwán      | Cuba           | Países Bajos   | Italia               | -          | 10         |  |               |

## Medallero
| Núm. | País                 | Oro | Plata | Bronce | Total |
| ---- | -------------------- | --- | ----- | ------ | ----- |
| 1    | Cuba                 | 11  | 3     | 0      | 14    |
| 2    | Japón                | 2   | 5     | 5      | 12    |
| 3    | Estados Unidos       | 2   | 4     | 2      | 8     |
| 4    | Corea del Sur        | 1   | 2     | 0      | 3     |
| 5    | Australia            | 1   | 0     | 1      | 2     |
| 6    | Países Bajos         | 0   | 2     | 0      | 2     |
| 7    | Puerto Rico          | 0   | 1     | 1      | 2     |
| 8    | Nicaragua            | 0   | 0     | 3      | 3     |
| 9    | China Taipéi         | 0   | 0     | 2      | 2     |
| 10   | República Dominicana | 0   | 0     | 2      | 2     |
| 11   | Italia               | 0   | 0     | 1      | 1     |